# Kenchiganahalli, Honnali
Kenchiganahalli là một làng thuộc tehsil Honnali, huyện Davanagere, bang Karnataka, Ấn Độ.